# 普門駅
普門駅（ポムンえき）は、大韓民国ソウル特別市城北区普門洞にあるソウル交通公社と牛耳新設軽電鉄の駅である。

## 利用可能な路線
ソウル交通公社
 6号線 - 駅番号は「637」　　
牛耳新設軽電鉄
 牛耳新設線 - 駅番号は「S121」

## 歴史
- 2000年12月15日 - ソウル特別市都市鉄道公社（当時）6号線の駅が開業。
- 2017年
  - 5月31日 - ソウル特別市都市鉄道公社とソウルメトロが統合され、6号線はソウル交通公社の駅となる。
  - 9月2日 - ソウル軽電鉄牛耳新設線の駅が開業。

## 駅構造

### ソウル交通公社
島式ホーム1面2線の地下駅。

#### のりば
案内上ののりば番号は設定されていない。
| 上り | 6号線 | 東廟前・三角地・デジタルメディアシティ・鷹岩方面 |
| 下り | 6号線 | 高麗大・石渓・泰陵入口・新内方面                 |

### 牛耳新設軽電鉄
相対式ホーム2面2線の地下駅。

#### のりば
案内上ののりば番号は設定されていない。
| 上り | 牛耳新設線 | 誠信女大入口・北漢山牛耳方面 |
| 下り | 牛耳新設線 | 新設洞行き                   |

## 利用状況
近年の一日平均利用人員推移は下記のとおり。なお、2000年は開業日の12月15日から12月31日までの17日間の平均である。
| 路線  | 路線     | 2000年 | 2001年 | 2002年 | 2003年 | 2004年 | 2005年 | 2006年 | 2007年 | 2008年 | 2009年 | 出典  |
| ----- | -------- | ------ | ------ | ------ | ------ | ------ | ------ | ------ | ------ | ------ | ------ | ----- |
| 6号線 | 乗車人員 | 2,230  | 4,199  | 5,478  | 6,036  | 6,900  | 7,347  | 7,669  | 7,629  | 7,796  | 7,850  | [ 1 ] |
| 6号線 | 降車人員 | 1,874  | 4,018  | 5,140  | 5,698  | 6,333  | 6,728  | 7,016  | 6,916  | 7,086  | 7,137  | [ 1 ] |
| 6号線 | 乗降人員 | 4,105  | 8,217  | 10,618 | 11,734 | 13,233 | 14,075 | 14,685 | 14,545 | 14,881 | 14,987 | [ 1 ] |
| 路線  | 路線     | 2010年 | 2011年 | 2012年 | 2013年 | 2014年 | 2015年 |        |        |        |        | [ 1 ] |
| 6号線 | 乗車人員 | 7,883  | 7,909  | 7,987  | 8,200  | 8,502  | 8,558  |        |        |        |        | [ 1 ] |
| 6号線 | 降車人員 | 7,142  | 7,097  | 7,145  | 7,270  | 7,439  | 7,559  |        |        |        |        | [ 1 ] |
| 6号線 | 乗降人員 | 15,025 | 15,006 | 15,131 | 15,470 | 15,941 | 16,117 |        |        |        |        | [ 1 ] |

## 駅周辺
- 城北区庁
- ソウル城北警察署
- 普門治安センター
- 誠信女子大学校
- ソウル安岩初等学校（朝鮮語版）
- 普門現代アパート

## 隣の駅
ソウル交通公社
 6号線
昌信駅 (637) - 普門駅 (638) - 安岩駅 (639)
牛耳新設軽電鉄
 ソウル軽電鉄牛耳新設線
誠信女大入口駅 (S120) - 普門駅 (S121) -  新設洞駅 (S122)